# Ectoedemia molybditis
Ectoedemia molybditis là một loài bướm đêm thuộc họ Nepticulidae. Nó được miêu tả bởi Zeller năm 1877. Nó được tìm thấy ở Colombia.